# 中野目徹
中野目 徹（なかのめ とおる、1960年4月 - ）は、日本の歴史学者。専門は日本近代史。筑波大学人文社会系教授。筑波大学アーカイブズ元館長。

## 人物・経歴
福島県出身。1979年福島県立福島高等学校卒業。1983年筑波大学第一学群人文学類（現、筑波大学人文・文化学群人文学類）卒業後、1986年筑波大学大学院歴史・人類学研究科史学専攻（日本史）博士課程単位取得満期退学。1992年「政教社の研究」で筑波大学より博士（文学）の学位を取得。
1986年から国立公文書館公文書研究職を経て1992年から筑波大学講師、1998年から筑波大学助教授、2008年から筑波大学人文社会系教授。2016年から筑波大学アーカイブズ館長。筑波大学50年史編纂委員長。専攻は日本近代思想史、史料学、基礎法学(法制史)。

## 所属学会
社会文化史学会、地方史研究協議会、日本古文書学会、日本史研究会、日本思想史学会、日本歴史学会、日本歴史学協会、法制史学会、歴史人類学会

## 主な講演
- アーカイブズと歴史資料 中野目 徹 全国歴史資料保存利用機関協議会大会/2013-11-24
- 明治の青年とナショナリズム 中野目 徹 北本市市民大学講座/2013-09-28
- 公文書・私文書の活用と歴史研究 中野目 徹 神奈川県歴史資料保存機関連絡協議会　年次総会/2013-05-16--2013-05-16

## 著書
- 『政教社の研究』（思文閣出版、1993年）
- 『近代史料学の射程　明治太政官文書研究序説』（弘文堂、2000年）。オンデマンド版2014年
- 『書生と官員　明治思想史点景』（汲古書院、2002年）
- 『明治の青年とナショナリズム　政教社・日本新聞社の群像』（吉川弘文館、2014年）
- 『公文書管理法とアーカイブズ　史料としての公文書』（岩田書院<ブックレット>、2015年）
- 『三宅雪嶺』〈人物叢書〉(吉川弘文館、2019年)
- 『徳富蘇峰－日本の生める最大の新聞記者』(山川出版社<日本史リブレット人>、2023年)

### 編著
- 責任編集『季刊 日本思想史67 近代の歴史思想』（ぺりかん社、2005年12月）
- 『近代日本の思想をさぐる　研究のための15の視角』（吉川弘文館、2018年11月）
- 『官僚制の思想史　近現代日本社会の断面』(吉川弘文館、2020年)

### 刊行史料
- （山室信一）『明六雑誌』（岩波文庫〈上・中・下〉、1999年・2008年・2009年）
- （熊本史雄）『近代日本公文書管理制度史料集　中央行政機関編』（岩田書院、2009年）

### 論文等
- 「滋賀県文書整理ニ関スル件」について（近代史料研究/(17)/pp.90-105, 2017-10）
- 近代思想史研究における雑誌メディア（日本思想史学/(49)/pp.3-12, 2017-09）
- 書評　中川未来著『明治日本の国粋主義思想とアジア』（史林/99(5)/pp.87-92, 2016-09）
- 書評　〈新刊紹介〉九州史学会・公益財団法人史学会編『過去を伝える、今を遺す』（史学雑誌/125(4)/pp.97-98, 2016-04）
- 三宅雪嶺の洋行ー雪嶺・花圃往復書簡を中心としてー（近代史料研究/(16)/pp.71-87, 2016-10）
- 総力戦体制と国勢院―行政改革と官僚制の視点から―（近代史料研究14号/(14)/pp.69-102, 2014-10）
- 小林和幸著, 『谷干城-憂国の明治人-』(中公新書 2103), 中央公論新社, 二〇一一・三刊, B40, 二四八頁, 八〇〇円（史學雜誌/122(8)/pp.1433-1438, 2013-08CiNii）
- 内藤湖南・政教社・アジア論―『日本人』社説「亜細亜経綸策」をめぐって―（湖南第33号/(33), 2013-03）
- 書評　瀬畑源著『公文書をつかう』（歴史学研究903号/(903)/pp.53-57, 2013-03）
- 書評　河野有理著『明六雑誌の政治思想』（日本歴史第778号/(778)/pp.123-125, 2013-03）
- 勉学・自立・鬱悶―鈴木虎雄家郷宛書簡の世界―（近代史料研究12号/(12)/pp.71-83, 2012-10）
- 「公文書管理法」と歴史学研究（アーカイブ/(37)/p.11－12, 2009-10）
- 森有礼の文明観（日本歴史/(456)/p.75-90, 1986-01）
- 森有礼における「文明」と宗教（日本宗教史研究年報/(7)/p.18-41, 1986-01）
- 参事院関係公文書の検討（北の丸 -国立公文書館報-/(19)/p.3-34, 1987-01）
- 国立公文書館と「公文書館法」（歴史評論/(463)/p.12-27, 1988-01）
- 記録遺産保存のための政策（北の丸-国立公文書館報-/(20)/p.53-79, 1988-01）
- 徴兵・華族・私学（近代日本研究/(5)/p.147-194, 1989-01）
- 「諸雑公文書」の概要（北の丸-国立公文書館報-/(23)/p.41-64, 1991-01）
- 明治太政官期の内閣書記官（北の丸-国立公文書館報-/(26)/p.16-36, 1994-01）
- 明治太政官文書における"青表紙文書"の位置（史境/(31)/p.61-75, 1995-01）
- 伊奈村の誕生（町史研究 伊奈の歴史/(1)/p.83-100, 1996-01）
- 明治十二年の太政官制改革（日本歴史/(586)/p.1-17, 1997-01）
- 基碑の語りかける世界-板橋村青木家三代の近代史-（町史研究 伊奈の歴史/(3)/p.131-141, 1998-01）
- 井上円了と政教社（井上円了センター年報/(8)/p.3-24, 1999-01）
- 内閣記録局小史（日本歴史/(628)/p.22-38, 2000-01）
- 三宅雪嶺伝記稿（一）～（五）（近代史料研究1-4、7/(1-4,7), 2001-01）
- 「同時代史」としての近代―三宅雪嶺『同時代史』の世界を読む―（季刊日本思想史67/3-25, 2005-12）
- ＜書評＞大石学『近世公文書論』（歴史人類学会編（史境/(59)/p.112-121, 2009-09）
- ＜新刊紹介＞松田宏一郎著『陸羯南』日本史研究会（日本史研究/57(1)/p.81‐82, 2010-02）
- ＜書評＞牧原憲夫著『文明国をめざして』町田市立自由民権資料館（自由民権/(23), 2010-03）
- 陸羯南研究の動向―史料整理の報告を兼ねて―　陸羯南会編（陸羯南会誌/(1)/p.18‐27, 2011-02）
- 国立公文書館―内から見た、外から見た―（アーカイブ/(45), 2011-10）
- 日露戦後における志賀重昂の国際情勢認識―蒲郡市小田家所蔵史料の紹介―（近代史料研究/(11), 2011-10）
- 弘前に寄贈された陸羯南関係史料（日本歴史/(762)/p.82－83, 2011-11）
- 三宅雪嶺の福澤論（福澤手帖/(152)/p.6－12, 2012-03）
- 明治太政官文書における"青表紙文書"の位置（史境/(31)/pp.61-75, 1995-09CiNii）
- 「三田演説会と慶応義塾系演説会」松崎欣一著（史境/(38・39)/pp.136-141, 1999-03CiNii）
- 書評 高橋裕子著『津田梅子の社会史』（史境/(48)/pp.129-135, 2004-03CiNii）
- 書評 大石学編『近世公文書論--公文書システムの形成と発展』（史境/(59)/pp.112-121, 2009-09CiNii）
- 三宅雪嶺伝記稿(1)生誕と家計を中心として（近代史料研究/(1)/pp.62-83, 2001-01CiNii）
- 三宅雪嶺伝記稿(2)明治24、5年の南洋巡航（近代史料研究/(2)/pp.70-89, 2002-01CiNii）
- 三宅雪嶺伝記稿(3)同時代人による「三宅雪嶺」像の諸相（近代史料研究/(3)/pp.57-76, 2003-01CiNii）
- 三宅雪嶺伝記稿(4)雑誌『婦人之友』への執筆（近代史料研究/(4)/pp.64-82, 2004-01CiNii）
- 三宅雪嶺伝記稿(5)大正十二年・政教社退社一件始末（近代史料研究/(7)/pp.69-82, 2007-01CiNii）
- 最上家所蔵「陸羯南関係史料」の概要（近代史料研究/(8)/pp.62-76, 2008-01CiNii）
- 鈴木家所蔵「鈴木虎雄関係史料」の概要--附・「陸翁書簡」(鈴木虎雄宛陸羯南書簡等)翻刻(稿)（近代史料研究/(9)/pp.68-86, 2009-01CiNii）
- 鈴木虎雄の新聞『日本』入社--「鈴木虎雄関係史料」の紹介を兼ねて（近代史料研究/(10)/pp.74-93, 2010-01CiNii）
- 日露戦争後における志賀重昂の国際情勢認識 : 蒲郡市小田家所蔵史料の紹介を兼ねて（近代史料研究/(11)/pp.63-86, 2011-01）